# Norodom Sihanouk
Norodom Sihanouk (khmeră  នរោត្តម សីហនុ; 31 octombrie 1922 – 15 octombrie 2012) a fost rege al Cambodgiei din 1941 până în 1955 și din nou din 1993 până în 2004. A fost conducător efectiv al Cambodgiei din 1953 până în 1970. După cea de-a doua abdicare în 2004, a fost cunoscut drept Regele-Tată al Cambodgiei (Preahmâhaviraksat), o poziție în care a păstrat multe dintre responsabilitățile sale anterioare, ca monarh constituțional.
Fiu al regelui Norodom Suramarit și al reginei Sisowath Kossamak, Sihanouk a deținut atât de multe poziții începând cu anul 1941 încât Guinness Book of World Records l-a identificat ca politicianul care a deținut cele mai multe funcții politice din lume. Au fost incluse cele două mandate ca rege, două ca prinț suveran, una ca președinte, două ca prim-ministru, și nenumărate poziții ca lider al guvernelor în exil. A servit ca șef al statului marionetă pentru guvernul Khmerilor Roșii în perioada 1975-1976.
Cele mai multe dintre aceste poziții au fost doar onorifice, inclusiv ultima poziție de rege constituțional al Cambodgiei. Perioada când Sihanouk a fost șef efectiv al statului a fost de la 9 noiembrie 1953, când Franța a acordat independență Cambodgiei, până la 18 martie 1970 atunci când generalul Lon Nol și Adunarea Națională l-au destituit pe Sihanouk.